# Shumen (tỉnh)
Shumen (Шумен) là một tỉnh ở đông bắc Bulgaria. Thành phố chính của tỉnh này là Shumen, các đô thị khác là Hitrino, Kaolinovo, Kaspichan, Nikola Kozlevo, Novi Pazar, Smyadovo, Varbitsa, Veliki Preslav, và Venets.
Thành phố Shumen nổi tiếng ở khu vực với tượng đài 1300 năm lịch sử của Bulgaria. Tượng đài này nằm ở trung tâm thành phố và có 1300 bậc, mỗi bậc tượng trưng cho 1 năm. Ngoài ra còn có pháo đài Shumen, Nhà thời Hồi giáo Tombul, Vườn quốc gia Shumen Plato. 

## Các đơn vị hành chính

### Shumen
Obchtina Shumen gồm một thị xã Shumenvà 26 làng:
Belokopitovo (Белокопитово) •
Blagovo (Благово) •
Shumen (Шумен) •
Dibich (Дибич) •
Droumevo (Друмево) •
Gradichte (Градище) •
Iliya Blaskovo (Илия Блъсково) •
Ivanski (Ивански) •
Kladenets (Кладенец) •
Konyovets (Коньовец) •
Kostena reka (Костена река) •
Lozevo (Лозево) •
Madara (Мадара) •
Marach (Мараш) •
Novosel (Новосел) •
Ovcharovo (Овчарово) •
Panayot-Volovo (Панайот-Волово) •
Radko Dimitrievo (Радко Димитриево) •
Salmanovo (Салманово) •
Srednya (Средня) •
Strouino (Струино) •
cherencha (Черенча) •
Tsarev brod (Царев брод) •
Vasil Droumev (Васил Друмев) •
Vekhtovo (Вехтово) •
Velino (Велино) •
Vetrichte (Ветрище)

### Kaolinovo
Obchtina Kaolinovo gồm một thị xã Kaolinovo và 15 làng:
Branichevo (Браничево) •
Doïrantsi (Дойранци) •
Dolina (Долина) •
Gousla (Гусла) •
Kaolinovo (Каолиново) •
Kliment (Климент) •
Lisi vrakh (Лиси връх) •
Lyatno (Лятно) •
Naoum (Наум) •
Omarchevo (Омарчево) •
Pristoe (Пристое) •
Sini vir (Сини вир) •
Sredkovets (Средковец) •
Takach (Тъкач) •
Todor Ikonomovo (Тодор Икономово) •
Zagoriche (Загориче)

### Kaspichan
Obchtina Kaspichan gồm 2 thành phố – Kaspichan et Pliska –và 7 làng:
Kaspichan (Каспичан) •
Kaspichan  (Каспичан) •
Kosovo (Косово) •
Kyoulevcha (Кюлевча) •
Markovo (Марково) •
Mogila (Могила) •
Pliska (Плиска) •
Varbyane (Върбяне) •
Zlatna niva (Златна нива) 

### Khitrino
Obchtina Khitrino gồm 21 làng:
Baïkovo (Байково) •
Bliznatsi (Близнаци) •
Dlajko (Длъжко) •
Dobri Voïnikovo (Добри Войниково) •
Edinakovtsi (Единаковци) •
Iglika (Иглика) •
Jivkovo (Живково) •
Kalino (Калино) •
Kamenyak (Каменяк) •
Khitrino (Хитрино) •
Razvigorovo (Развигорово) •
Slivak (Сливак) •
Stanovets (Становец) •
Stoudenitsa (Студеница) •
cherna (Черна) •
Tervel (Тервел) •
Timarevo (Тимарево) •
Trem (Трем) •
Varbak (Върбак) •
Visoka polyana (Висока поляна) •
Zvegor (Звегор) •

### Nikola Kozlevo
Obchtina Nikola Kozlevo gồm 11 làng:
Karavelovo (Каравелово) •
Kharsovo (Хърсово) •
Krasen dol (Красен дол) •
Kriva reka (Крива река) •
Nikola Kozlevo (Никола Козлево) •
Pet mogili (Пет могили) •
Roujitsa (Ружица) •
Tsani Ginchevo (Цани Гинчево) •
Tsarkvitsa (Църквица) •
Valnari (Вълнари) •
Vekilski (Векилски)

### Novi pazar
Obchtina Novi pazar gồm một thị xã Novi pazarvà 15 làng:
Bedjene (Беджене) •
Enevo (Енево) •
Izboul (Избул) •
Jilino (Жилино) •
Mirovtsi (Мировци) •
Novi Pazar (Нови пазар) •
Pamoukchii (Памукчии) •
Pisarevo (Писарево) •
Praventsi (Правенци) •
Preselka (Преселка) •
Sechichte (Сечище) •
Stan (Стан) •
Stoyan Mikhaïlovski (Стоян Михайловски) •
Tranitsa (Тръница) •
Voïvoda (Войвода) •
Zaïchino oreche (Зайчино Ореше)

### Smyadovo
Obchtina Smyadovo gồm một thị xã Smyadovovà 9 làng:
Aleksandrovo (Александрово) •
Byal bryag (Бял бряг) •
Jelad (Желъд) •
Kalnovo (Кълново) •
Novo Yankovo (Ново Янково) •
Rich (Риш) •
Smyadovo (Смядово) •
cherni vrakh (Черни връх) •
Veselinovo (Веселиново) •
Yankovo (Янково)

### Varbitsa
Obchtina Varbitsa gồm một thị xã Varbitsavà 15 làng:
Bojourovo (Божурово) •
Byala reka (Бяла река) •
Ivanovo (Иваново) •
Konevo (Конево) •
Kraïgortsi (Крайгорци) •
Kyolmen (Кьолмен) •
Lovets (Ловец) •
Malomir (Маломир) •
Mengichevo (Менгишево) •
Metodievo (Методиево) •
Nova byala reka (Нова Бяла река) •
Souchina (Сушина) •
Stanyantsi (Станянци) •
chernookovo (Чернооково) •
Touchovitsa (Тушовица) •
Varbitsa (Върбица)

### Veliki Preslav
Obchtina Veliki Preslav gồm một thị xã Veliki Preslav và 11 làng:
Dragoevo (Драгоево) •
Imrenchevo (Имренчево) •
Khan Kroum (Хан Крум) •
Kochovo (Кочово) •
Milanovo (Миланово) •
Mokrech (Мокреш) •
Mostich (Мостич) •
Osmar (Осмар) •
Soukha reka (Суха Река) •
Troitsa (Троица) •
Veliki Preslav (Велики Преслав) •
Zlatar (Златар)

### Venets
Obchtina Venets gồm 13 làng:
Bortsi (Борци) •
Bouïnovitsa (Буйновица) •
Boyan (Боян) •
Dennitsa (Денница) •
Drentsi (Дренци) •
Gabritsa (Габрица) •
Izgrev (Изгрев) •
Kapitan Petko (Капитан Петко) •
Osenovets (Осеновец) •
Strakhilitsa (Страхилица) •
chernoglavtsi (Черноглавци) •
Venets (Венец) •
Yasenkovo (Ясенково) 